# Maclura spinosa
Maclura spinosa là một loài thực vật có hoa trong họ Moraceae. Loài này được (Roxb. ex Willd.) C.C. Berg mô tả khoa học đầu tiên năm 1986.